# River Basin Control Office
Il River Basin Control Office, indicato con la sigla RBCO, è un ente governativo filippino posto sotto la giurisdizione del Department of Environment and Natural Resource (Dipartimento dell'Ambiente e delle Risorse Naturali). Ha la responsabilità di controllo sui bacini fluviali del Paese.

## Compiti istituzionali
I compiti dell'Ente sono principalmente quelli di razionalizzare e integrare ogni piano o progetto nazionale relativo ai bacini fluviali del Paese con particolare attenzione alle attività svolte al fine di proteggere l'ambiente, di limitare gli straripamenti e di controllare il flusso delle acque.